# Будівля парламенту Австрії
Будівля парла́менту А́встрії, (нім. Parlamentsgebäude, раніше Reichsratsgebäude) — адміністративна будівля по вулиці Рінґштрассе (нім. Ringstraße) у віденському районі Внутрішнє місто, функціонально використовується як місце для засідань Національної ради і Федеральної ради парламенту Австрії. Споруда  є архітектурною пам'яткою та одним з визначних місць Відня, що є популярними серед туристів.
Будівлю побудовано у 1874—1883 роках у стилі неогрек за проєктом архітектора Теофіла фон Гансена. Не зважаючи на великі руйнування під час Другої світової війни, вона була повністю відновлена у 1955—56 рр.

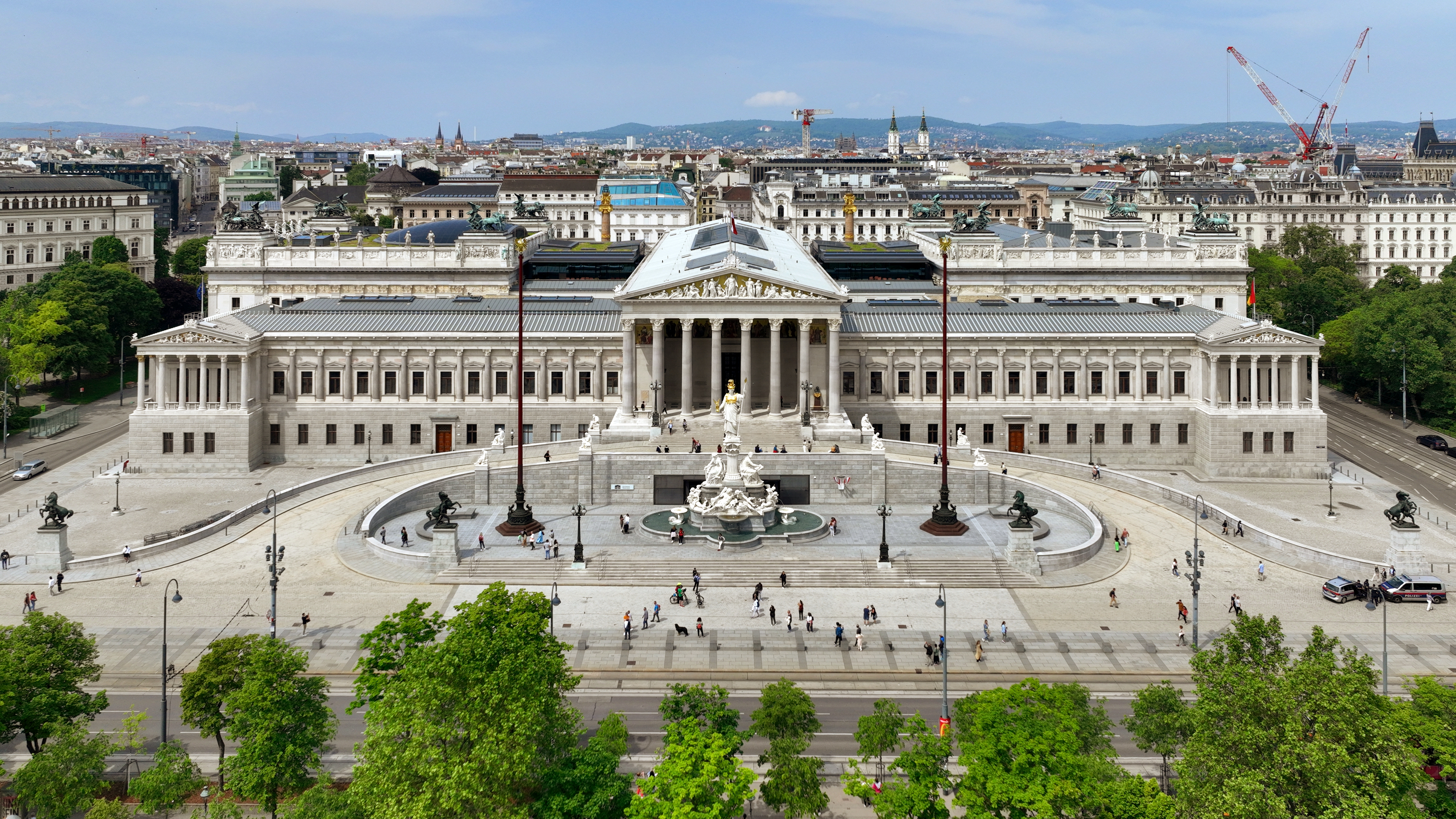
Панорамне фото будівлі парламенту Австрії, Відень

Будівля парламенту займає площу понад 13 500 м². Вона містить понад 100 кімнат, найважливішими з яких є палати Національної Ради, Федеральної Ради, і колишньої імперської Палати представників (нім. Abgeordnetenhaus). В будинку також є численні переговорні кімнати, бібліотеки, лобі.